# Discurso de Donald Trump en Varsovia
El presidente estadounidense Donald Trump pronunció un discurso público frente al Monumento al Alzamiento de Varsovia en la plaza Krasiński, en Varsovia, capital de Polonia, el 6 de julio de 2017. Durante el discurso, Donald Trump sostuvo que el futuro de la libertad occidental estaba en juego y llamó a defender la civilización occidental contra las amenazas del terrorismo y el extremismo.

## Antecedentes
El presidente polaco, Andrzej Duda, invitó a Donald Trump a visitarlo hace meses antes del evento. Trump asistiría a la cumbre del G-20 de Hamburgo en 2017 y antes planeaba una visita a Polonia. Él y la primera dama Melania Trump llegaron al aeropuerto Chopin de Varsovia el 5 de julio de 2017 y los saludó el ministro polaco de Asuntos Exteriores, Witold Waszczykowski. Al día siguiente, Trump se reunió con el presidente de Polonia, Andrzej Duda, y la presidenta de Croacia, Kolinda Grabar-Kitarović. Al mismo tiempo, participó en la segunda cumbre de la Iniciativa Tres Mares en Varsovia, Polonia. El 29 de junio de 2017, el general H. R. McMaster explicó el próximo viaje de Trump a Polonia con varios objetivos. En su declaración, la visita a Polonia iba a fortalecer las alianzas estadounidenses, demostrar el compromiso de Estados Unidos y Europa con la libertad y el Estado de derecho, reforzar la comprensión común de las amenazas, responder a la actividad desestabilizadora de Rusia y ampliar las oportunidades económicas en el mercado energético. y abordar la cuestión ambiental. Jarosław Kaczyński, líder del partido político Ley y Justicia (PiS), vio la visita de Trump como un «nuevo éxito» para el país. Trump también esperaba una bienvenida más cálida en Varsovia, Polonia, debido al apoyo de los polacos a su presidencia.

## Ubicación

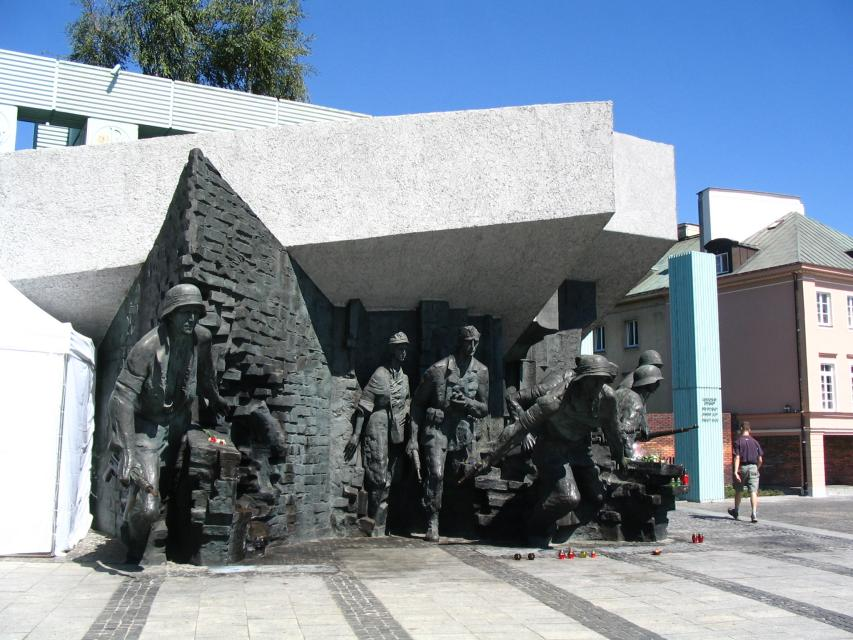
Monumento al Alzamiento de Varsovia.

El evento tuvo lugar en el Monumento al Alzamiento de Varsovia en la Plaza Krasinski, en Varsovia. El Monumento al Levantamiento de Varsovia estuvo dedicado al Alzamiento de Varsovia de 1944. Mientras estuvo en Varsovia, Trump se alojó en el hotel Marriott de Varsovia.

## Preparación
Donald Trump tenía previsto hacer escala en Polonia antes de la cumbre del G-20 en Alemania. Antes del evento, Polonia instaló un escenario en la plaza del centro de Varsovia para el evento y desplegó seguridad para preparar la visita del presidente estadounidense. Había carteles coloridos en las calles para invitar a la gente a asistir al evento y se colgaron carteles que mostraban desvíos de tráfico que indicaban el lugar donde se alojaría Trump durante su visita a Varsovia. Los políticos gobernantes y activistas progubernamentales también planearon transportar en autobuses a grupos de personas para asistir al evento y garantizar una cálida bienvenida a Trump.

## Audiencia

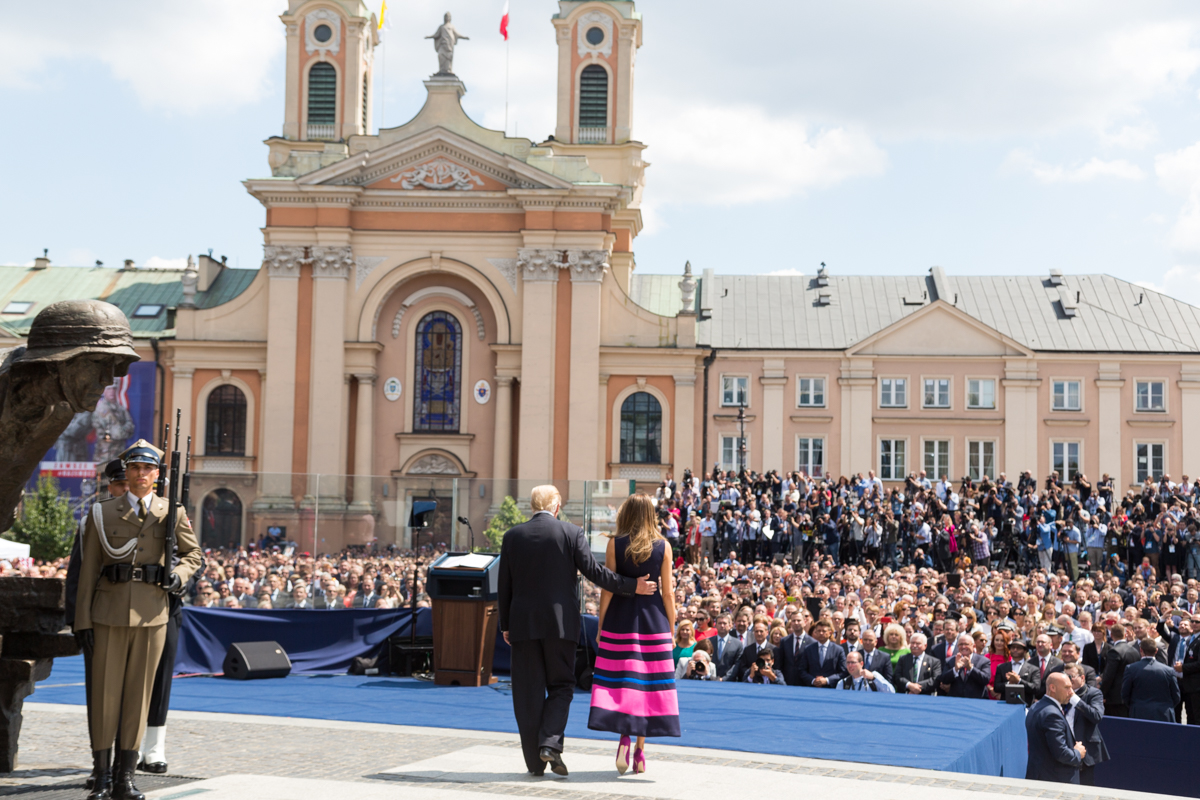
La multitud que asistió al evento en Polonia.